# Xosé Chao Rego
Xosé Chao Rego (Villalba, Lugo, 23 de abril de 1932-Santiago de Compostela, 28 de noviembre de 2015) fue un teólogo y escritor español  tío del cantante Manu Chao.

## Trayectoria
Estudió Filosofía en Salamanca y Madrid y Teología en Roma. Se consagró sacerdote en 1957 en la Basílica de San Pedro de Roma. Fue profesor del Seminario de Mondoñedo y párroco de Santa Mariña do Vilar en Ferrol (1959-1976). Tras secularizarse, fue profesor de Secundaria en un instituto en Villalba. En 1982, se trasladó a Santiago de Compostela y enseñó en el Instituto Rosalía de Castro. Fue uno de los impulsores de las revistas Irimia y Encrucillada y del movimiento de renovación cristiano y galleguista que se gestó en torno a ellas.
Como ensayista, escribió principalmente sobre teología y antropología social. Su obra es muy extensa.
Fue hermano del escritor e intelectual Ramón Chao, residente en Francia desde 1960. Desde 2002 fue socio de honor de la Asociación de Escritores en Lingua Galega, en la que se le distinguió con la Letra E. Hijo adoptivo de Santiago de Compostela desde 2004, una de las calles de la ciudad lleva su nombre.

## Obra en gallego

### Ensayo
- As relacións Eirexa-Mundo en Galicia, Vigo, SEPT, 1972.
- Introducción ao Xénesis, Vigo, SEPT, 1973.
- Historia do pobo de Xesús: en procura da boa nova, 8 volumes, Edicións do Castro, 1980-2000.
- Eu renazo galego, Sada, Edicións do Castro, 1983.
- O misterio do lume, SEPT, 1985.
- Para comprendermos Galicia, Vigo, Editorial Galaxia, 1987.
- Camiñando a Compostela, Santiago de Compostela, Irimia, 1992.
- A Meiga e os frades: lenda do pedregal de Irimia, Santiago de Compostela, Contos do Castromil, 1993.
- ¿A onde vai a igrexa?, Santiago de Compostela, Irimia, 1994.
- O libro da auga, Sada, Edicións do Castro, 1995.
- Na fronteira do misterio: credo para xente non crédula, Vigo, SEPT, 1995.
- ¿Por que nos sentimos culpables?, Vigo, SEPT, 1995.
- Camiño verde: ecoloxismo e creación, Santiago de Compostela, Irimia, 1996.
- Deus tenvos moita gracia: creo no divino humor, Santiago de Compostela, Irimia, 1997. Asinado como Pepe, o Chairego.
- A condición homosexual, Vigo, Galaxia, 1999.
- Prisciliano: profeta contra o poder, Vigo, Edicións A Nosa Terra, 1999.
- O queixume das orixes e tres salaios máis, Noia, Toxosoutos, 2000.
- Da Ceca á Meca. Diñeiro e profecía, Vigo, SEPT, 2001.
- Itinerario da conciencia galega, Santiago de Compostela, Laiovento, 2001.
- O relato hebraico. A Biblia contada dende a Lareira, La Coruña, 3C3, 2001.
- O sexo, a muller e o crego, La Coruña, Espiral Maior, 2001.
- Prisciliano, La Coruña, Baía Edicións, 2002.
- Biblia popular galega, Vigo, Xerais, 2004.
- O demo meridiano: lembranzas dun transgresor, Vigo, Xerais, 2004.
- A muller ¡que cale! Raíces do antifeminismo, Santiago de Compostela, 3C3, 2004.
- Remexer Roma con Santiago. O camiñar histórico da experiencia cristiá, Vigo, SEPT, 2004.
- Por aquí chégase a Galicia, Santiago de Compostela, 3C3, 2012.
- A humana fraxilidade, Santiago de Compostela, Irimia, 2013.

### Obras colectivas
- A parroquia hoxe, Xeira Nova, Galaxia 1970.
- As relacións Eirexa-Mundo en Galicia, 1972, SEPT.
- 12 anos na búsqueda da nosa identidade, 1990, Xermolos.
- O pensamento galego na historia (aproximación crítica), Santiago, USC, 1992.
- Revisión de la comprensión cristiana de la sexualidad, Madrid, Nueva Utopia, 1998.
- Manuel María, Ophiusa, 2001.
- Conversa con Xosé Chao Rego: dende a Serra de Meira á Guarda mareira, de Daniel López Muñoz, Vigo, Xerais, 2002.
- Un futuro para a lingua, Junta de Galicia, 2002.
- A homosexualidade a debate, Xerais, 2002.
- Sobre o dereito a unha morte digna, Espiral Maior, 2005.
- Xosé Chao Rego: renacer galego. (Actas do Simposio-Homenaxe), Fundación Bautista Álvarez de Estudos Nacionalistas, 2010.

## Obra en Español

### Ensayo
- El humanismo ateo en Jean-Paul Sartre. (tesis doctoral). Madrid,1969.
- La Iglesia que Franco quiso, Madrid, 1976.
- Marcel Lefebvre, un integrismo histórico, Madrid, 1977.
- El relato compostelano, Follas Novas-Montecasino, Zamora, 2001.
- Iglesia y franquismo: 40 años de nacional-catolicismo (1936-1976), 3C3, 2007.
- Iglesia y posfranquismo: 17 años de transición (1976-1992), 3C3, 2007.

## Premios
- Premio de la Crítica Galicia 1984, por Eu renazo galego.
- Premio de la Crítica Galicia 2005, por O demo meridiano.
- Socio de Honor de la Asociación de Escritores en Lingua Galega, 2002.
- Hijo adoptivo de Santiago de Compostela, 2005.